# Jani Tewelde
Jani Tewelde Weldegaber (1 oktober 1990) is een Eritrees wielrenner die sinds 2012 uitkomt voor MTN-Qhubeka. In 2011 werd hij derde op het nationale kampioenschap tijdrijden, op 55 seconden achter de winnaar Daniel Teklehaimanot. Datzelfde jaar won hij met Teklehaimanot, Natnael Berhane en Fregalsi Abrha het Afrikaans kampioenschap ploegentijdrit. In 2012 herhaalden ze deze prestatie.

## Belangrijkste overwinningen
2008
- 7e etappe Ronde van Eritrea

2010
- 1e etappe Ronde van Eritrea
- 3e etappe Ronde van Eritrea

2011
- Afrikaans kampioen ploegentijdrit, Elite (met Daniel Teklehaimanot, Natnael Berhane en Fregalsi Abrha)

2012
- Afrikaans kampioen ploegentijdrit, Elite (met Daniel Teklehaimanot, Natnael Berhane en Fregalsi Abrha)
- 1e etappe Ronde van Eritrea
- 4e etappe Ronde van Eritrea

Abraha · Beneke · Brown · Debesay · Grmay · J.Janse van Rensburg · R.Janse van Rensburg · Jim · Nel · Niyonshuti · Petrus · Potgieter · Russom · Tewelde · van Niekerk · Venter · Wesemann
Ciolek · Debesay · Grmay · Janse van Rensburg · Jim · Konovalovas · Meintjes · Niyonshuti · Pardilla · Potgieter · Reguigui · Reimer · Russom · Sbaragli · Stauff · Tewelde · Thomson · van Niekerk · Venter · Wesemann · van Zyl
Augustyn · Ciolek · Debesay · Dougall · Gerdemann · Grmay · Janse van Rensburg · Jim · Konovalovas · Kudus · Meintjes · Niyonshuti · Pardilla · Potgieter · Reguigui · Reimer · Russom · Sbaragli · Stauff · Teklehaimanot · Tewelde · Thomson · van Niekerk · Venter · Wesemann · van Zyl · Hník (stagiair)